# Evgenij Kuznecov (hockeista su ghiaccio)
Evgenij Evgen'evič Kuznecov (in russo Евгений Евгеньевич Кузнецов?; Čeljabinsk, 19 maggio 1992) è un hockeista su ghiaccio russo.

## Palmarès

### Mondiali
- 4 medaglie:
  - 2 ori (Finlandia 2012; Bielorussia 2014)
  - 2 bronzi (Russia 2016; Germania/Francia 2017)